# 삼일천하 (영화)
삼일천하는 1973년 공개된 대한민국의 영화이다.

## 배역
- 신영균
- 신성일
- 윤정희
- 박노식
- 남궁원
- 한문정
- 신일용
- 도금봉
- 황해
- 오천평
- 최성호
- 이향
- 이예성
- 오사량
- 장훈
- 김기주
- 전영주
- 윤일봉
- 김석훈
- 방수일
- 한은진
- 김신재
- 조덕성
- 남방운
- 문미봉

## 수상
- 1973년 제10회 청룡영화상
  - 작품상 - 안양영화
  - 남우주연상 - 신영균

## 같이 보기
- 갑신정변
- 김옥균